# 机制 (社会学)
机制（Mechanism）这一术语以及“机制性解释”（mechanism-based explanation）起源于科学哲学。 
机制方法背后的核心思想被乔恩·埃尔斯特表述如下：“解释一个事件就是要说明它为何发生。通常而言……这种解释采取这样一种形式，引用某个先前事件作为我们试图解释的事件的原因……[但是]仅仅引用事件作为原因是不够的：还必须或者至少提出一种可能的因果机制。”
马里奥·邦格对机制的定义是“具象系统中的过程，它能在作为整体的系统或其一些子系统中带来或阻止某个变化”，并主张要把机制与系统的其他三个部分（组成、环境、结构）结合起来分析问题。
现有定义虽存在显著差异，但其共同核心在于：通过详细说明被观察到的规律是如何产生的，使其变得可理解。 当前对机制概念的一个比较广为接受的讨论可见于马赫默（Machamer）、达登（Darden）和克拉弗（Craver）的研究。根据他们的界定，机制可以被认为是由实体（及其属性）以及这些实体单独或与其他实体协同参与的活动所构成。 这些活动引发变化，而变化的类型取决于实体的属性、活动以及其相互关系。 按这样的定义，机制是指一系列的实体和活动，它们以特定方式组织起来，从而能够规律地产生某种特定的结果。我们通过参照这样的机制来解释观察到的结果，而这些机制正是结果得以规律性产生的原因。